# Balikis Yakubu
Balikis Yakubu (* 11. Juli 1996) ist eine nigerianische Leichtathletin, die sich auf den Sprint spezialisiert hat.

## Sportliche Laufbahn
Erste internationale Erfahrungen sammelte Balikis Yakubu im Jahr 2022, als sie bei den Afrikameisterschaften in Port Louis mit 11,63 s im Finale im 100-Meter-Lauf ausschied und der nigerianischen 4-mal-100-Meter-Staffel zum Finaleinzug verhalf, womit sie am Gewinn der Goldmedaille beteiligt war.

## Persönliche Bestleistungen
- 100 Meter: 11,58 s (+1,0 m/s), 12. Dezember 2018 in Abuja
- 200 Meter: 23,90 s (−0,5 m/s), 31. März 2021 in Lagos